# مصفوفة P
رياضيا، مصفوفه ال P-matrix)   (هي مصفوفه تربيعيه معقده مع كل principal minor  أكبر من صفر، وعلاقتها وثيقه مع مصفوفه  P0 حيث انهم الاقرب إلى فئه مصفوفه P مع كلprincipal minor أكبر أو يساوي صفر.

## سلسلة مصفوفة P
مع نظريه Kellogg القيم الذاتيه لمصفوفتان ال P وال P0 تبتعد عن الوتر حول المحور الحقيقي السالب كما هو مبين
إذا كانت (u1,……..,Un)هي قيم ابعاد P-matrix حيث n  أكبر من 1 تصبح المعادلة:
{\displaystyle |\arg(u_{i})|<\pi -{\frac {\pi }{n}},\ i=1,...,n}
إذا كانت، {\displaystyle i=1,...,n} {\displaystyle u_{i}\neq 0}{\displaystyle \{u_{1},...,u_{n}\}}هي قيم الP0 تصبح المعادلة:
{\displaystyle |\arg(u_{i})|\leq \pi -{\frac {\pi }{n}},\ i=1,...,n}